# كيتيكميوت

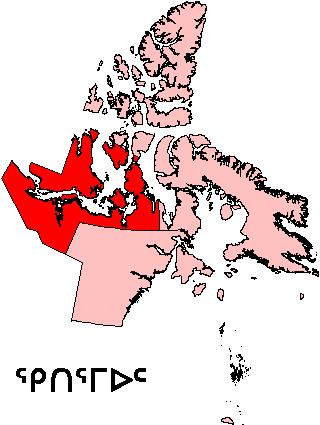
إقليم نونافوت و المنطقة كيتيكميوت بارزة بالون الأحمر

منطقة كيتيكميوت (بالإنجليزية: Kitikmeot Region)‏ هو منطقة إدارية في نونافوت، كندا. وهي تتألف من الأجزاء الجنوبية والشرقية من جزيرة فيكتوريا مع الجزء المجاور من البر الرئيسى بقدر شبه جزيرة بوتيا، مجاورة مع جزيرة الملك وليام و من الجنوب مع جزيرة الأمير ويلز. المقعد الإقليمي خليج كامبردج (عدد السكان 1,477).